# Peltigerales
Die Peltigerales sind eine Ordnung der Schlauchpilze (Ascomycota) und enthalten vor allem flechtenbildende Arten.

## Merkmale
Die Peltigerales haben vielgestaltige Thalli. An der Unterseite bilden sie Rhizinen, wurzelähnliche Gebilde. Die Ascosporen sind vorwiegend vielfach septiert, farblos oder braun. Die Asci sind mehrschichtig. Die Paraphysen sind vorwiegend unverzweigt und frei. 
Die Vertreter der Ordnung bilden sowohl zweifache (ein Photobiont) als auch dreifache (zwei Photobionten) Symbiosen. Cyanobakterien (Nostoc, Scytonema, selten Dichotrix) kommen im ganzen Thallus vor, wenn sie der einzige Photobiont sind, oder als sekundäre Photobionten in speziellen Gebilden (Cephalodien). In letzterem Fall sind Grünalgen die primären Photobionten (Coccomyxa, Dictyochloropsis, Myrmecia). Chlorophyceae-Grünalgen als einzige Photobionten sind selten. Bei Dreifach-Symbiosen kann der Mykobiont einen eigenen, abgegrenzten Thallus bilden, der nur den Cyanobakterien-Partner, nicht jedoch den Grünalgen-Partner beherbergt.
Sie produzieren eine Vielzahl von sekundären Inhaltsstoffen, besonders Triterpenoiden.

## Verbreitung
Die Peltigerales sind weltweit verbreitet. Die Lobariaceae haben ihren Verbreitungsschwerpunkt auf der Südhemisphäre, während die anderen Familien bevorzugt auf der Nordhalbkugel vorkommen. Sie wachsen auf verschiedenem Untergrund: Moose, Gestein, Boden, Baumrinden. Meist kommen sie auf  frischen bis feuchten Wald-Standorten vor. 

## Systematik
Die Peltigerales sind eine monophyletische Gruppe. Sie wird in zwei ebenfalls monophyletische Unterordnungen untergliedert. Zu den Peltigerales zählen folgende Familien (mit ausgewählten Gattungen und Arten):
- Unterordnung Peltigerineae
  - Lobariaceae mit vier Gattungen
    - Lobaria
      - Echte Lungenflechte (Lobaria pulmonaria)

  - Nephromataceae mit einer Gattung
  - Peltigeraceae mit zwei Gattungen
    - Peltigera
      - Apfelflechte (Peltigera aphtosa)
      - Hundsflechte (Peltigera canina)
      - Peltigera leucophlebia
      - Peltigera polydactylon
      - Schuppen-Hundsflechte (Peltigera praetextata)

    - Solorina
      - Safranflechte (Solorina crocea)
      - Sackflechte (Solorina saccata)

  - Placynthiaceae mit sieben Gattungen
- Unterordnung Collematineae
  - Coccocarpiaceae mit fünf Gattungen
  - Collemataceae mit acht Gattungen
    - Collema

  - Pannariaceae mit 17 Gattungen